# IPod Nano
L'iPod nano és un reproductor portàtil dissenyat i comercialitzat per Apple Inc. És el model intermedi en la família d'iPod. La primera generació s'introduí el 2005 Fa servir memòria flash com l'iPod shuffle, però a diferència d'aquest inclou una versió en miniatura de la pantalla i la roda que trobem en l'iPod clàssic. El model s'ha actualitzat dues vegades des que es va introduir.

## Característiques
En lloc del disc dur que s'utilitza en l'iPod classic, el nano utilitza memòria flash. Això implica que no hi ha cap part mòbil, fent que l'iPod nano no pari de reproduir a causa de moviments bruscs.
L'iPod nano funciona amb iTunes amb el Mac OS X o el Microsoft Windows. Es connecta a l'ordinador mitjançant el mateix dock connector que l'iPod de 3a. i 4a. generació i que l'iPod mini. fent servir USB 2.0. Tot i que fa servir la mateixa connexió que el cable per Fireware de l'iPod i que pot carregar la bateria per Fireware, el nano no pot sincronitzar-s'hi. L'iPod nano inclou una funció de cronòmetre i de rellotge amb múltiples zones horàris. També hi ha l'opció de bloquejar la roda per protegir la informació de dins de l'iPod com els calendaris i les llistes de contactes.
En els dispositius de 3a. generació, la versió de 4gb només està disponible en color argentat, i la de 8 en argentat, verd, blau, rosa, negre i Product Red.

## Línia cronològica dels iPod
Font: Llibreria de prensa d'Apple, Mactracker